# Euidotea danai
Euidotea danai är en kräftdjursart som beskrevs av Gary C.B. Poore och Lew Ton 1993. Euidotea danai ingår i släktet Euidotea och familjen tånglöss. Inga underarter finns listade i Catalogue of Life.